# Dançador-do-tepui
Manaquim-de-barriga-laranja ou dançador-do-tepui (Lepidothrix suavissima) é uma espécie de ave da família Pipridae.
Pode ser encontrada nos seguintes países: Brasil, Guiana e Venezuela.
Os seus habitats naturais são: florestas subtropicais ou tropicais húmidas de baixa altitude e regiões subtropicais ou tropicais húmidas de alta altitude.